# Башкорд
Башкорд (т) (*д/н —після 1160) — половецький хан.

## Життєпис
Про походження Башкорд відсутні відомості. Ймовірніше належав до наддніпрянських половців з роду Кай-оба, оскільки діяв переважно на правому березі Дніпра.
За однією гіпотезою, ім'я походить від тюркських baš («голова») та qurt («вовк»), тобто дослівно — «вожак вовків»; за іншою — баш — «голова», та кар і кур — «рада рівних за станом осіб, що сидять у колі», Вперше згадується 1151 року, коли відповідно до літописів одружився з донькою (ім'я невідоме) Всеволодка, князя Городенського, та Агаф'ї (доньки Володимира Мономаха), що втекла до половців і стала дружиною Башкорда. Втім цей факт погіршив стосунки половецького хана з родичами дружини, особливо її першого чоловіка — Володимира Давидовича з роду Ольговичів-Рюриковичів.
Згаданий у літописі під 1159 роком, коли допомагав князю-вигнанцю Івану Ростиславичу Берладнику здійснити похід на Галицьке Пониззя. Спроба домогтись від князя данини полоненими русичами була невдалою.
1159 році допомагав руським військам Давидовичів у спробі захопити місто Вщиж, проте невдало. 1160 року Башкорд з 20 тис. вояків рушив на допомогу князю Ізяславу Давидовичу, який намагався захопити Київ, проте ця військова кампанія не мала успіху, оскільки під Білгородом берендеї зрадили Ізяслава Давидовича і перейшли на бік Мстислава II. Про подальшу долю невідомо.